# Rezerwat przyrody Berezowo
Rezerwat przyrody Berezowo – faunistyczny rezerwat przyrody położony na terenie gminy Hajnówka w powiecie hajnowskim w województwie podlaskim.
Powierzchnia według aktu powołującego: 115,26 ha (wartość podawana przez nadleśnictwo: 115,37 ha)
Rok powstania: 1995
Rodzaj rezerwatu: faunistyczny 
Stworzony dla ochrony: fragmentu Puszczy Białowieskiej ze specyficznymi środowiskami występowania reliktowej fauny motyli odznaczającej się dużym bogactwem gatunków i występowaniem form endemicznych.
Występują tu następujące typy zbiorowisk roślinnych: bór wilgotny trzęślicowy Molinio-Pinetum (ponad 30% powierzchni rezerwatu), bór bagienny Vaccinio uliginosi-Pinetum, dębowo-świerkowy bór mieszany Querco-Piceetum, bór świerkowy czernicowy Vaccinio myrtilli-Piceetum, grąd  murszowy Tilio-Carpinetum circaeaetosum, łęg jesionowo-olszowy Fraxino-Alnetum, ols torfowcowy Sphagno squarrosi-Alnetum, grąd turzycowy Tilio-Carpinetumcaricetosum remotae i torfowcowo-brzozowy bór bagienny Sphagno-Betuletum pubescentis.
Na terenie rezerwatu stwierdzono występowanie 58 gatunków motyli dziennych, w tym szczególnie cennych jak: szlaczkoń szafraniec, szlaczkoń torfowiec, modraszek eroides, dostojka eunomia, przeplatka aurinia, osadnik wielkooki.